# Moghreberia
Moghreberia es un género extinto de sinápsidos no mamíferos dicinodontos que vivieron durante el periodo Triásico Inferior en lo que ahora es África. Sus restos fósiles, varios cráneos y mandíbulas, aparecieron en Marruecos.